# أوبابورانجا
أوبابورانجا بلدية في ولاية ميناس جيرايس في المنطقة الجنوبية الشرقية من البرازيل.